# 斎藤樹

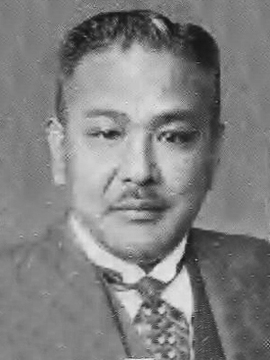
斎藤樹

斎藤 樹（さいとう いつき、1888年（明治21年）6月26日 - 1951年（昭和26年）6月2日）は、日本の内務官僚。警視総監、台湾総督府総務長官等歴任。貴族院議員

## 経歴
斎藤宗吉の長男として長崎県に生まれ、斎藤倉吉の養子となる。本籍は千葉県。
旧制千葉中学を経て、1912年7月、第一高等学校を卒業。同年8月、千葉県大多喜中学教諭に就任するが、1914年（大正3年）8月に休職。同年9月、東京帝国大学法科大学に入学し、在学中の1916年（大正5年）10月に文官高等試験に合格。
1917年（大正6年）7月、東京帝大法科大学法律学科（英法）を優等で卒業し銀時計を授与された。任書記官兼警察講習所教授。1930年（昭和5年）内務事務官地方局勤務、社会局書記官保険部監査課長、奈良、富山、埼玉、静岡各県知事歴任。
1937年（昭和12年）6月、警視総監に就任。1945年（昭和20年）2月24日、貴族院議員に勅選され、1946年（昭和21年）4月1日に辞職した。

## 人物像
宗教は日蓮宗。趣味は短歌、俳句、ゴルフ。

## 栄典
- 1921年（大正10年）7月1日 - 第一回国勢調査記念章[4]

## 家族・親族

### 斎藤家
- 養父・倉吉（千葉県、斎藤長作の三男[5]）
- 妻・禎子（長野県、弁護士・政治家小川平吉の三女、政治家宮沢喜一の叔母）
- 長男・吉彦
同妻・禌子（石川県、軍人・政治家林銑十郎〈元首相、陸軍大将〉の四女）
- 二男・正彦（数学者・東大名誉教授）
- 四男・邦彦（官僚、元駐米大使、元外務事務次官）
同妻・章子（長野県、実業家岩波千春〈元中部電力取締役〉の娘）
- 長女・恭子（東京、官僚谷村裕（元大蔵事務次官、東京証券取引所理事長）の妻）